# Paul Ewald Hasse

Paul Ewald Hasse

Paul Ewald Hasse (* 8. Juni 1847 in Lübeck; † 30. April 1907 in Lübeck) war ein deutscher Historiker und Archivar.

## Leben
Hasse, ein Schüler des Rechtshistorikers und Mediävisten Georg Waitz an der Georg-August-Universität Göttingen, erlangte einen Doktorgrad und war nach seiner Habilitation im Jahr 1876 als Privatdozent an der Christian-Albrechts-Universität zu Kiel tätig. Dort erhielt er nach einem Antrag seiner Fakultät im Jahr 1879 den Professorentitel; seine Ernennung zum etatmäßigen außerordentlichen Professor genehmigte die preußische Regierung aber erst 1886. Bis 1889 war Hasse an der Kieler Universität tätig.
Während seiner Zeit in Kiel war Hasse, dessen besonderes Interesse mittelalterlicher Stadt- und Rechtsgeschichte galt, mit der Sichtung und Neuordnung des Stadtarchivs betraut. Er nutzte den Einblick in die zuvor nicht erschlossenen Bestände, um 1875 das Kieler Stadtbuch aus den Jahren 1264–1289 zu verfassen und herauszugeben. Von 1876 bis 1889 war Hasse Sekretär der Gesellschaft für Schleswig-Holsteinische Geschichte, in deren Auftrag er zwischen 1886 und 1888 insgesamt drei Bände der Schleswig Holsteinisch-Lauenburgischen Regesten und Urkunden herausgab.
1889 übersiedelte Hasse nach Lübeck, wo er zunächst zweiter Sekretär des Lübecker Senats war und 1892 die Leitung des Stadtarchivs übernahm. In dieser Funktion verfasste er weiterhin Geschichtswerke, die auf seiner Auswertung der historischen Archivmaterialien basierten. Er war Bearbeiter des 11. Bands des Codex diplomaticus Lubecensis.
Dem Weiblichen Armenverein des „Vereins zur Krankenpflege durch evangelische Diakonissen“ vor dem Mühlentor wurde für die Mitwirkung bei der Errichtung des dritten Heims das Recht eingeräumt, zwei stimmberechtigte Vertreter, Reimpell und Mathilde Lindenberg, in den Vereinsvorstand zu entsenden. Im gleichen Jahr wurden zur Abnahme von Beitragsanmeldungen oder einmaligen Gaben für den Verein die Herren Christian Reimpell und Hasse gewählt.

## Familie
Hasse stammte ab von der Lübecker Bürgermeister- und Senatorenfamilie Overbeck. Sein Urgroßvater war der Lübecker Bürgermeister, Aufklärer und Dichter Christian Adolph Overbeck, sein Onkel zweiten Grades der Historiker Johannes Adolph Overbeck.
Hasse war kinderlos verheiratet mit der Lübeckerin Julia Catharina Dorothea Lorenz.

## Veröffentlichungen (Auswahl)
- (Hrsg.): Kieler Stadtbuch aus den Jahren 1264 - 1269. Kiel 1875.

- Das Schleswiger Stadtrecht. Untersuchungen zur dänischen Rechtsgeschichte. Kiel 1880 (Volltext).
- Die Quellen des Ripener Stadtrechts. Untersuchungen zur dänischen und lübischen Rechtsgeschichte. Voss, Hamburg 1883.

- Die Anfänge Lübecks. Lübcke & Hartmann, Lübeck 1893
- Aus der Vergangenheit der Schiffergesellschaft in Lübeck. Lübcke & Hartmann, Lübeck 1901
- Die Seerüstungen Lübecks im Kriege gegen Schweden 1563–1570. Rahtgens, Lübeck 1903
- Kieler Stadtbuch aus den Jahren 1264–1289. Universitäts-Buchhandlung, Kiel 1875